# Ivan Zajc
Ivan Dragutin Stjepan plemeniti Zajc, hrvaški skladatelj, dirigent, pedagog in režiser, * 3. avgust 1832, Rijeka, † 16. december 1914, Zagreb, Hrvaška.
Zajc je bil eden najpomembnejših hrvaških glasbenikov, ki je deloval v drugi polovici 19. in v začetku 20. stoletja. Glasbo je študiral na milanskem konservatoriju. Njegovo najbolj znano delo je zgodovinska opera Nikola Šubić Zrinjski, katere krstna predstava je bila v Zagrebu 4. novembra 1876. 

## Dela

### Opere in operete
- Nikola Šubić Zrinjski
- Ban Leget
- Mesečnica
- Mornarji na krov
- Lizinka
- Mislav
- Amelija
- Tirolci
- Prvi greh
- Primorka
- Vaški plemič
- Mali divjak,
- Boissyska čarovnica ...

### Kantate
- Vzhodna zora
- Morje
- Oče naš
- Prihod Hrvatov ...